# Emanuelis Zingeris
Emanuelis Zingeris (ur. 16 lipca 1957 w Kownie) – litewski polityk i działacz społeczny żydowskiego pochodzenia, filolog, poseł na Sejm Republiki Litewskiej.

## Życiorys
Urodził się w Kownie w rodzinie litewskich Żydów. Matka była akuszerką, ojciec zaś nauczycielem. Po uzyskaniu matury w szkole średniej w Kownie podjął naukę na wydziale filologicznym Uniwersytetu Wileńskiego, który ukończył w 1981 jako magister filologii i języka litewskiego. W latach 1979–1981 pracował w Muzeum Wojskowym im. Witolda Wielkiego w Kownie, później dołączył do wykładowców katedry literatury litewskiej Uniwersytetu Wileńskiego, od 1986 prowadził zajęcia dla studentów wieczorowych Uniwersytetu Wileńskiego w Kownie. Przez krótki okres sprawował funkcję kierownika wydziału judaików Litewskiej Izby Książki (1988–1989), później stał na czele litewskiego państwowego muzeum Żydów (1989–1990).
Jest związany z litewską społecznością żydowską, przez lata był przewodniczącym jej stowarzyszenia. Do 2004 zajmował stanowisko dyrektora wileńskiego muzeum Żydów. W 1998 prezydent Valdas Adamkus powołał go na stanowisko przewodniczącego międzynarodowej Komisji ds. Zbadania Zbrodni Stalinowskich i Nazistowskich na Litwie.
W wyborach z 1990 z powodzeniem kandydował do Rady Najwyższej Litewskiej SRR jako przedstawiciel Sąjūdisu w okręgu Wilno-Leszczyniaki. Był członkiem Sejmu Sąjūdisu, a także jego przedstawicielem w Argentynie. Znalazł się w gronie sygnatariuszy Aktu Przywrócenia Państwa Litewskiego z 11 marca 1990. W Sejmie stanął na czele Komisji Spraw Zagranicznych. W 1991 wszedł w skład delegacji ds. negocjacji z ZSRR. Był pomysłodawcą EIDEM, europejskiego instytutu rozproszonych mniejszości narodowych. W latach 1989–1991 należał do Litewskiej Partii Socjaldemokratycznej. Ponownie został wybrany do Sejmu w 1992, gdzie pracował w Komisji Spraw Zagranicznych, został również litewskim przedstawicielem w Zgromadzeniu Parlamentarnym Rady Europy (1993–1995). W parlamencie następnej kadencji (1996–2000) stał na czele Komisji Praw Człowieka i Obywatela, po raz kolejny reprezentował litewski parlament w Zgromadzeniu Parlamentarnym RE, gdzie wybrano go na wiceprzewodniczącego Komisji Kultury i Oświaty.
W 2000 nie uzyskał mandatu poselskiego. W 2004 powrócił do Sejmu z ramienia Związku Ojczyzny, do którego wstąpił w 1993. W 2007 był inicjatorem wspólnego uczczenia rocznicy uchwalenia Konstytucji 3 maja w parlamencie polskim i litewskim. W wyborach parlamentarnych w 2008 został ponownie posłem z listy partyjnej konserwatystów. W 2009 stanął na czele litewskiej delegacji do Zgromadzenia Parlamentarnego Rady Europy. Został również przewodniczącym międzyparlamentarnej grupy Sejmu i Knesetu. W 2010 objął kierownictwo sejmowej Komisji Spraw Zagranicznych.
W 2012, 2016, 2020 i 2024 również uzyskiwał poselską reelekcję z ramienia Związku Ojczyzny.
Mówi w języku jidysz, polskim, angielskim, niemieckim i rosyjskim. Żonaty, ma syna i córkę. Jest bratem Marka Zingerisa.

## Odznaczenia
Odznaczony m.in. Krzyżem Komandorskim Orderu Wielkiego Księcia Giedymina, Medalem Niepodległości Litwy, Krzyżem Kawalerskim Orderem Zasługi Republiki Federalnej Niemiec, a także Krzyżem Oficerskim Orderu Zasługi Rzeczypospolitej Polskiej.